# Club Esportiu Europa (femenino)
La sección de fútbol femenino del Club Esportiu Europa de Barcelona fue creada en 2001. Compite en la Primera Federación, segunda categoría de la liga española de fútbol femenino.

## Historia
Durante el verano de 2001 el directivo del club Josep Maria Capdevila inició las gestiones para traer un grupo de jugadoras de la UD Taxonera, club desaparecido aquel año, para integrarse en el club conjuntamente con su entrenador, Pere Herrera. Poco después nacía el equipo femenino, que en la temporada 2001-02 inició la competición desde la Tercera división catalana, la categoría más baja del fútbol femenino catalán.
Las primeras temporadas del equipo supusieron tres ascensos consecutivos: Segunda catalana (2002), Primera catalana (2003) y a Primera Nacional (Segunda División desde 2011) (2004).
Desde entonces el equipo se mantuvo en la segunda categoría absoluta del fútbol femenino durante ocho temporadas. En la temporada 2011-12 se vio abocado al descenso a Preferente catalana, pero recuperó la categoría en la temporada siguiente. Luego el equipo ha ocupado los primeros puestos en Segunda División, pero sin llegar a disputar la fase de ascenso a Primera División .
En 2019, con la reestructuración de categorías del fútbol femenino español, la categoría se convirtió en un tercer nivel de competición y recuperó el nombre de Primera Nacional. El equipo ha continuado competiendo en esta división, también con buenos resultados, pero sin opciones de ascenso. 
Para la temporada 2022-23 se presentó otra reforma de las categorías femeninas, por lo que la Primera Nacional fue renombrada como Segunda Federación. El Europa terminó la temporada en la segunda posición del Grupo Norte de la categoría, por lo que accedió a la eliminatoria de ascenso a la Primera Federación, nuevo nombre de la segunda categoría y antesala de la Liga F. El 3 de junio de 2023 las escapuladas consiguieron el ascenso de división tras derrotar al equipo "B" del Levante U. D. con un marcador global de 2-3.
El Europa femenino tuvo un buen comienzo en la temporada 2023-24, sin embargo, conforme avanzó la temporada el equipo fue enfrentando las complejidades de su nueva categoría, entrando a puestos de descenso a partir de la jornada 15, finalmente el Europa consumó su descenso el 15 de abril de 2024 a falta de dos jornadas para finalizar la temporada.

### Clasificaciones en Liga
Fuente: Hemeroteca de El Mundo Deportivo
| - 2001-02: Tercera catalana (2º) - 2002-03: Segunda catalana (1º) - 2003-04: Primera catalana (2º) - 2004-05: Primera Nacional, Gr. 3 (9º) - 2005-06: Primera Nacional, Gr. 3 (10º) - 2006-07: Primera Nacional, Gr. 3 (9º) | - 2007-08: Primera Nacional, Gr. 3 (9º) - 2008-09: Primera Nacional, Gr. 3 (11º) - 2009-10: Primera Nacional, Gr. 3 (8º) - 2010-11: Primera Nacional, Gr. 3 (7º) - 2011-12: Segunda División, Gr. 3 (12º) - 2012-13: Preferente catalana (1º) | - 2013-14: Segunda División, Gr. 3 (4º) - 2014-15: Segunda División, Gr. 3 (6º) - 2015-16: Segunda División, Gr. 3 (5º) - 2016-17: Segunda División, Gr. 3 (4º) - 2017-18: Segunda División, Gr. 3 (6º) - 2018-19: Segunda División, Gr. 3 (9º) | - 2019-20: Primera Nacional, Gr. 3 (5º) - 2020-21: Primera Nacional, Gr. 3 (4º) - 2021-22: Primera Nacional, Gr. 3 - 2022-23: Segunda Federación, Gr. Norte (2º) - 2023-24: Primera Federación (12º) |

 - Campeonato de Liga 

 - Ascenso 

 - Descenso 

Desde 2011 la Primera Nacional se llama Segunda División. Desde 2019 la Segunda División adopta de nuevo el nombre de Primera Nacional y se convierte en un tercer nivel de competición. Desde 2022 la Primera Nacional adoptó el nombre de Segunda Federación.

### Copa Cataluña
La Copa Cataluña se disputa anualmente desde 2005. Sigue el modelo de la competición masculina, vigente desde 1984 basado en sucesivas eliminatorias y final a partido único. El CE Europa ha tenido un papel destacado en la competición los años 2006, 2007, 2014 y 2017 cuando llegó hasta semifinales.
| - 2005: 1/4 final - 2006: Semifinalista - 2007: Semifinalista - 2008: No participó - 2009: No participó | - 2010: 1ª ronda - 2011: 1ª ronda - 2012: 1/16 final - 2013: 1/16 final - 2014: Semifinalista | - 2015: 1/4 final - 2016: 1/8 final - 2017: Semifinalista - 2018: 2ª ronda - 2019: 1/8 final | - 2020: suspendida por la COVID-19 - 2021: |

## Las instalaciones

### Nou Sardenya
El primer equipo femenino juega sus partidos en el campo municipal Nou Sardenya. Fue construido en 1940 y reconstruido en su totalidad en 1995. El campo tiene unas dimensiones de 100 x 63 metros y es de césped artificial. Tiene capacidad para 7.000 espectadores, con una tribuna cubierta para 1.000 personas.

### Camp de l'Àliga
Los equipos del fútbol base femenino juegan sus partidos en el campo municipal de l'Àliga, construido en 1991 y gestionado por el CE Europa desde la temporada 2001-02. El campo tiene unas dimensiones de 101 x 63 metros y es de césped artificial desde 2004. Tiene capacidad para 1.600 espectadores.

## Datos del club
- Temporadas en Primera Nacional/Segunda Federación (3a categoría) (4): 2019 a 2023
- Temporadas en Segunda División Nacional/Primera Federación (2a categoría) (15): 2004-05 a 2011-12, 2013-14 a 2018-19 y 2023-24
- Temporadas en categorías regionales (4): 2001-02 a 2003-04 y 2012-13

## Jugadores y cuerpo técnico

### Plantilla 2020-21

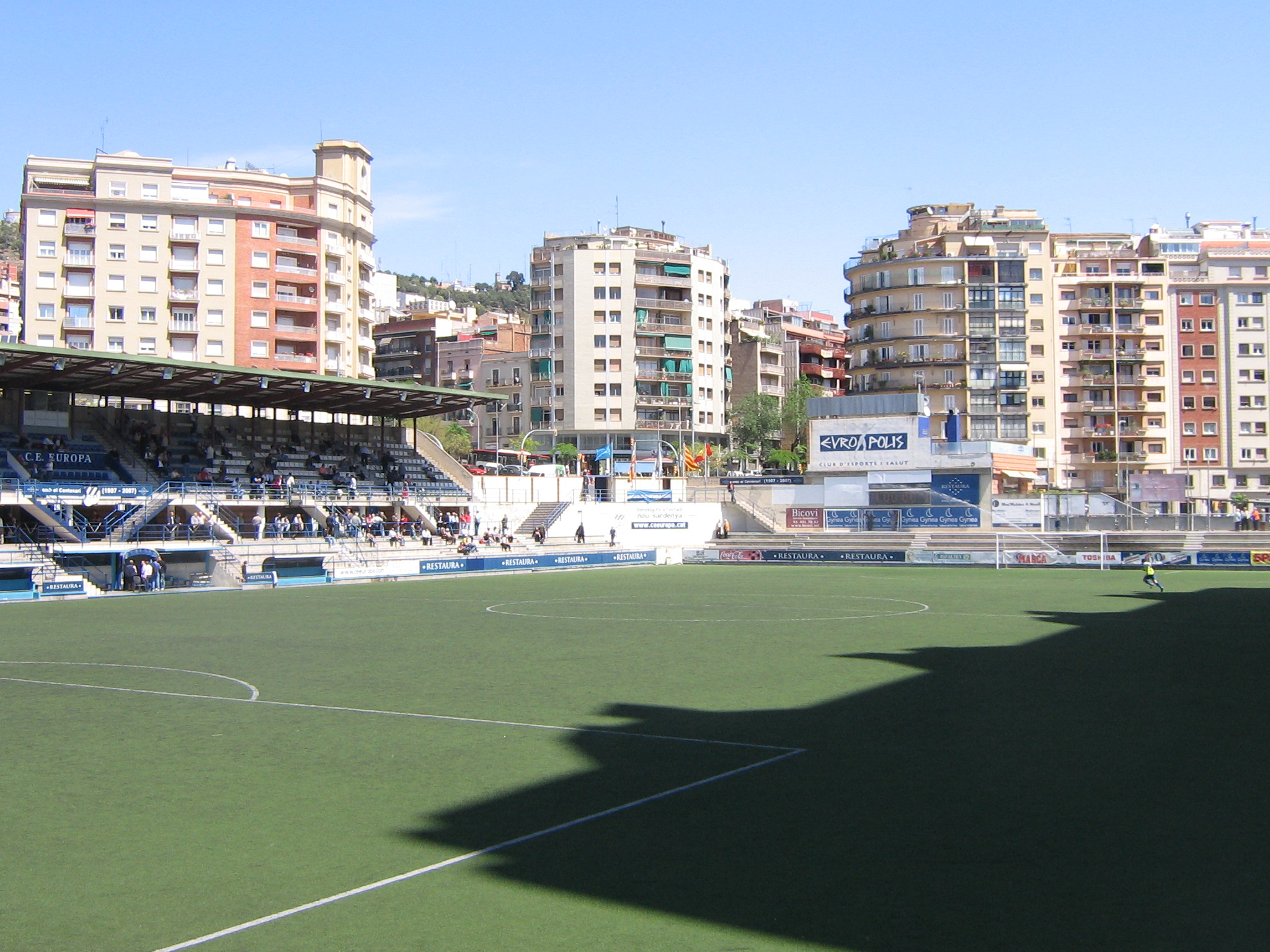
Vista actual del Nou Sardenya

La plantilla y el cuerpo técnico del primer equipo femenino para la actual temporada son los siguientes:

## Cronología de entrenadores
| - Pere Herrera (2001-04) - Lluís Garcia Mur (2004-06) - Siscu Pujol (2006-09) - Natàlia Astraín (2009-10) | - Siscu Pujol (2010-11) - Fredi Martín (2011-12) - Carlos Navas (2012-14) - Oriol Casadevall (2014) | - Carlos Navas (2014-15) - Álvaro del Blanco (2015-17) - Cristian Aleza (2017-18) - Toni Camacho (2018-19) | - Fran Güells (2019-21) - Joan Bacardit (2021-) |

## Fútbol base
Immediatamente después de la creación del equipo femenino en la temporada 2001-02, el Club fue construyendo su estructura de fútbol base. El equipo filial surgió en la temporada 2002-03, después vino el infantil de fútbol 7 (2003-04) y finalmente el equipo cadete (2004-05).
El fútbol base femenino se ha mantenido hasta hoy día con algunas modificaciones posteriores. Actualmente está estructurado en dos equipos de categoría juvenil-cadete y uno de categoría infantil-alevín.

## Palmarés
- Campeonato en categorías regionales (2): 2002-03 y 2012-13
- Subcampeonato en categorías regionales (2): 2001-02 y 2003-04
- Trofeo Villa de Gracia (antes Caliu Gracienc) (6): 2003, 2006, 2009, 2013, 2018 y 2019
- Semifinalista de la Copa Cataluña (4): 2006, 2007, 2014 y 2017

## Trofeo Vila de Gràcia
El Trofeo Villa de Gracia es un trofeo de carácter amistoso organizado anualmente desde la temporada 2003-04. Durante su primera etapa (2003-13) recibió el nombre de Torneig Caliu Gracienc, pues fue organizado por la Peña Europeísta Caliu Gracienc, la cual le dio nombre. Se recuperó su disputa en 2017 con su denominación actual.
Se juega anualmente en el Nou Sardenya a partido único entre el primer equipo femenino del CE Europa y un equipo invitado. Se juega a finales de agosto o inicios de septiembre y suele dar comienzo a la temporada deportiva.